# Alfred Thuau
Alfred Thuau est un footballeur français né le 15 mai 1923 à Trélazé (Maine-et-Loire) et mort le 11 juin 1995 à Montbrison (Loire). Il était gardien de but.
Après avoir fait ses débuts aux Gars d'Armor de Trélazé, il joue à l'US Valenciennes-Anzin une saison, avant d'être recruté par le SCO Angers. Il joue ensuite au Mans avant de terminer sa carrière à Rouen.

## Carrière
- avant 1945 :  Gars d'Armor de Trélazé
- 1945-1946 :  US Valenciennes-Anzin
- 1946-1949 :  SCO Angers
- 1949-1950 :  US Le Mans
- 1951-1954 :  FC Rouen[1]